# James McIntyre (Fußballspieler)
James „Tuck“ McIntyre (* 11. August 1858 in Glasgow; † 17. März 1943 ebenda) war ein schottischer Fußballspieler. In seiner aktiven Karriere als Spieler gewann er 1891 die schottische Meisterschaft mit den Glasgow Rangers. Mit der schottischen Nationalmannschaft gewann er 1884 die British Home Championship.

## Karriere

### Verein
James McIntyre war der jüngere Bruder von Hugh McIntyre, der ebenfalls schottischer Nationalspieler war. James McIntyre spielte bei Alexandra Athletic im Glasgower Stadtbezirk Dennistoun. 1880 kam er zu den Glasgow Rangers, für die er bis zu seinem Karriereende Anfang der 1890er Jahre aktiv war. In den folgenden Jahren kam er zu 40 Pokaleinsätzen im Scottish FA Cup. Als 1890/91 erstmals eine Meisterschaft ausgetragen wurde, trug er mit neun Einsätzen zum Gewinn der ersten Austragung bei, insgesamt kam er bis August 1891 zu elf Ligaeinsätzen.

### Nationalmannschaft
James McIntyre absolvierte im Jahr 1884 ein Länderspiel für Schottland am letzten Spieltag der British Home Championship 1883/84. Gegen Wales lief er am 29. März 1884 im Alter von 19 Jahren auf. Die „Bravehearts“ konnten nach dem 4:1-Sieg im Cathkin Park gleichzeitig die erste Austragung dieses Wettbewerbes für sich entscheiden.

## Erfolge
mit den Glasgow Rangers
- Schottischer Meister (1): 1891

mit Schottland
- British Home Championship (1): 1884